# Uzovská Panica
Uzovská Panica este o comună slovacă, aflată în districtul Rimavská Sobota din regiunea Banská Bystrica, pe malul râului Blh⁠(d). Localitatea se află la altitudinea de 191 m deasupra n.m., se întinde pe o suprafață de 20,86 km2 și în 2017 număra 789 de locuitori. Se învecinează cu Veľký Blh, Vyšné Valice, Gemerské Michalovce, Rakytník, Tomášovce, Rimavská Sobota, Rimavská Sobota și Bakta - Rimavská Sobota⁠(d).

## Istoric
Localitatea Uzovská Panica este atestată documentar din 1427.

## Demografie
| An:                | 1994 | 2004    | 2014   | 2024    |
| ------------------ | ---- | ------- | ------ | ------- |
| Număr de persoane: | 599  | 694     | 750    | 835     |
| Diferență:         |      | +15,85% | +8,06% | +11,33% |

| An:                | 2023 | 2024   |
| ------------------ | ---- | ------ |
| Număr de persoane: | 826  | 835    |
| Diferență:         |      | +1,08% |